# Eugène Viollet-le-Duc
Eugène Emmanuel Viollet-le-Duc (francoska izgovorjava: [øʒɛn vjɔlɛlədyk]), francoski arhitekt in pisatelj, * 27. januar 1814, † 17. september 1879
Viollet-le-Duc je obnovil številne srednjeveške znamenitosti v Franciji, vključno s tistimi, ki so bile med francosko revolucijo poškodovane ali zapuščene. Njegovi glavni obnovitveni projekti so vključevali Notre-Dame de Paris, baziliko sv. Dionizija, Mont Saint-Michel, Sainte-Chapelle in srednjeveško obzidje mesta Carcassonne, načrtoval pa je tudi velik del fizične konstrukcije Kipa svobode (Liberty Enlightening the World). Njegovi kasnejši spisi o razmerju med obliko in funkcijo v arhitekturi so imeli opazen vpliv na novo generacijo arhitektov, vključno z Victorjem Horto, Hectorjem Guimardom, Antonijem Gaudíjem, Hendrikom Petrusom Berlagejem, Louisom Sullivanom in Frankom Lloydom Wrightom.

## Mladost in izobraževanje
Eugène Viollet-le-Duc se je rodil v Parizu leta 1814, v zadnjem letu cesarstva Napoleona Bonaparta. Njegov dedek je bil arhitekt, oče pa visok državni uradnik, ki je leta 1816 postal nadzornik kraljevih rezidenc Ludvika XVIII. Njegov stric Étienne-Jean Delécluze je bil slikar, nekdanji študent Jacquesa-Louisa Davida, likovni kritik in je gostil literarni salon, ki sta se ga udeležila Stendhal in Sainte-Beuve. Njegova mati je imela svoj salon, ki so ga lahko obiskovale ženske in moški. Tam je leta 1822 ali 1823 Eugène srečal Prosperja Mériméeja, pisatelja, ki je imel odločilno vlogo v njegovi karieri.
Leta 1825 je začel svoje izobraževanje v penzionu Moran v Fontenay-aux-Roses. V Pariz se je vrnil leta 1829 kot študent na college de Bourbon (danes Lycée Condorcet). Leta 1830 je opravil maturo. Njegov stric ga je pozval, naj se vpiše na École des Beaux-Arts, ki je bila ustanovljena leta 1806, vendar je imela École izjemno tog sistem, ki je v celoti temeljil na kopiranju klasičnih modelov, in Eugène ni bil zainteresiran. Namesto tega se je odločil pridobiti praktične izkušnje v arhitekturnih birojih Jacques-Marie Huvéja in Achille Leclèreja, medtem ko je veliko časa posvetil risanju srednjeveških cerkva in spomenikov po Parizu.
Sodeloval je v revoluciji julija 1830, ki je strmoglavila Karla X., pri čemer je zgradil barikado, svoj prvi znani gradbeni projekt. Po revoluciji, ki je na oblast pripeljala Ludvika Filipa, je njegov oče postal vodja urada za kraljeve rezidence. Nova vlada je prvič uvedla položaj generalnega inšpektorja za zgodovinske spomenike. Eugènov stric Delécluze se je strinjal, da Eugèna pelje na dolgo potovanje po Franciji, da bi si ogledal spomenike. Od julija do oktobra 1831 sta potovala po južni Franciji in vrnil se je z veliko zbirko podrobnih slik in akvarelov cerkva in spomenikov.
Po vrnitvi v Pariz se je z družino preselil v Tuilerijsko palačo, kjer je bil njegov oče zdaj guverner kraljevih rezidenc. Družina ga je ponovno pozvala, naj se vpiše na École des Beaux-Arts, a jih je spet zavrnil. Decembra 1831 je v svojem dnevniku zapisal: »École je samo kalup za arhitekte. Vsi izpadejo praktično enaki.« Bil je nadarjen in natančen umetnik; potoval je po Franciji, da bi obiskal spomenike, stolnice in drugo srednjeveško arhitekturo, naredil podrobne risbe in akvarele, ki jih je včasih po visoki ceni prodajal članom dvora.
3. maja 1834 se je pri dvajsetih poročil z Élisabeth Templier in istega leta je bil imenovan za izrednega profesorja okrasne dekoracije na Kraljevi šoli za dekorativno umetnost, kar mu je omogočilo rednejši dohodek. Med njegovimi prvimi učenci je bil Léon Gaucherel.
Z denarjem od prodaje njegovih risb in slik sta se Viollet-le-Duc in njegova žena odpravila na dolgo potovanje po spomenikih Italije, obiskala Rim, Benetke, Firence in druga mesta, risala in slikala. Njegov odziv na poševni stolp v Pisi je bil značilen: »Bilo je zelo neprijetno videti«, je zapisal, »bilo bi neskončno bolje, če bi bil raven«. Leta 1838 je predstavil več svojih risb na Pariški salon in začel ustvarjati potopis Slikovite in romantične podobe stare Francije, za katerega je med letoma 1838 in 1844 naredil skoraj tristo gravur.

## Prve arhitekturne obnove
Oktobra 1838 je bil na priporočilo Achilleja Leclèra, arhitekta, pri katerem se je šolal, imenovan za namestnika inšpektorja pri razširitvi Hôtela Soubise, novega doma francoskega nacionalnega arhiva. Njegov stric Delécluze ga je nato priporočil novi komisiji za zgodovinske spomenike Francije, ki jo je vodil Prosper Mérimée, ki je pravkar izdal knjigo o srednjeveških francoskih spomenikih. Čeprav je bil star komaj štiriindvajset let in ni imel diplome iz arhitekture, so ga prosili, naj odide v Narbonne, da bi predlagal načrt za dokončanje tamkajšnje stolnice. Izdelal je svoj prvi načrt, ki je vključeval ne le dokončanje, ampak tudi obnovo najstarejših delov stavbe. Njegov prvi projekt so lokalne oblasti zavrnile kot preambiciozen in predrag.
Njegov naslednji projekt je bila obnova opatije Vézelay, cerkve benediktinskega samostana, ustanovljenega v 12. stoletju za hrambo slovitih relikvij Marije Magdalene. Cerkev so leta 1569 oplenili hugenoti, med francosko revolucijo pa sta bila pročelje in kip na pročelju uničena. Strešni oboki so bili oslabljeni, veliko kamnov pa je bilo odnesenih za druge projekte. Ko je Mérimée obiskal, da bi pregledal stavbo, je slišal, kako okoli njega padajo kamni. Februarja 1840 je Mérimée Viollet-le-Ducu dal nalogo, da obnovi in rekonstruira cerkev, da se ne bi zrušila, pri tem pa »v svojem projektu obnove natančno spoštuje vse starodavne ureditve cerkve«.
Naloga je bila še toliko težja, ker do tedaj še ni bilo znanstvenih študij srednjeveške gradbene tehnike in ni bilo restavratorskih šol. Ni imel načrtov za prvotno stavbo, iz katere bi delal. Viollet-le-Duc je moral odkriti konstrukcijske napake, zaradi katerih se je stavba sploh začela rušiti, in zgraditi trdnejšo in stabilnejšo strukturo. Streho je olajšal in zgradil nove loke za stabilizacijo konstrukcije ter nekoliko spremenil obliko obokov in lokov. V 1960-ih so ga kritizirali zaradi teh sprememb, čeprav bi se, kot so trdili njegovi zagovorniki, brez njih streha zrušila pod lastno težo.
Mériméejev namestnik, Lenormant, je pregledal gradnjo in poročal Mériméeju: »Mladi Leduc se zdi popolnoma vreden vašega zaupanja. Potreboval je veličastno drznost, da je prevzel vodenje tako obupanega podjetja; gotovo je, da je prišel ravno pravi čas in če bi čakali le deset let, bi bila cerkev kup kamenja«.

## Sainte-Chapelle in Amboise
Delo Viollet-le-Duca pri Vezelayju je vodilo do vrste večjih projektov. Leta 1840 je v sodelovanju s prijateljem, arhitektom Jean-Baptistom Lassusom, začel obnovo Sainte-Chapelle v Parizu, ki je bila po revoluciji spremenjena v skladišče. Njegova vloga pri tem projektu je bila razmeroma majhna, Lassus pa je prevzel vodstvo. Februarja 1843 ga je kralj Ludvik Filip poslal v Château d'Amboise, da bi obnovil vitraje v kapeli, v kateri je grob Leonarda da Vincija. Okna so bila žal uničena leta 1940 med drugo svetovno vojno.
Leta 1843 je Mérimée vzel Viollet-le-Duca s seboj v Burgundijo in južno Francijo, na eno od svojih dolgih ogledov možnih spomenikov. Moška sta delila isto strast do gotike. Viollet-le-Duc je izdelal risbe stavb in napisal podrobne opise vsakega mesta, ilustrirane z risbo, ki so bile objavljene v arhitekturnih revijah. Ti članki so bili kasneje spremenjeni v knjige; postal je najvidnejši akademski učenjak francoske srednjeveške arhitekture.

## Notre-Dame de Paris
- Fasada okoli 1841, pred obnovo
- Predlagana dekoracija vrat
- Pogled na zvonik Notre-Dame, ki ga je obnovil Viollet-le-Duc
- Zakladnica, ki jo je načrtoval Viollet-le-Duc, da bi nadomestila uničeno nadškofovsko rezidenco (1849)
- Okno kapele sv. Klotilde, ki ga je oblikoval Viollet-le-Duc (1864)
- Risba notranje stene
- Korna vrata, ki jih je oblikoval Viollet-le-Duc
- Relikviarij, ki ga je oblikoval Viollet-le-Duc
- Risba strešnega jezdeca
- Sveti Tomaž na zvoniku, ki spominja na Viollet-le-Duc

Leta 1844 sta s podporo Mériméeja komaj tridesetletni Viollet-le-Duc in takrat sedemintridesetletni Lassus zmagala na natečaju za obnovo stolnice Notre-Dame. Projekt je vključeval predvsem fasado, kjer so bili številni kipi nad portali med revolucijo obglavljeni ali razbiti. Predlagala sta dve večji spremembi notranjosti: obnovitev dveh obočnih pol na prvotno srednjeveško višino štirih nadstropij in odstranitev marmornih neoklasicističnih struktur in okrasja, ki je bil koru dodan med vladavino Ludvika XIV. Mérimée ju je posvaril, naj bosta previdna: »Pri takšnem projektu ni mogoče ravnati preveč preudarno ali diskretno ... Obnova je lahko za spomenik bolj pogubna kot pustošenje stoletij«. Komisija za zgodovinske spomenike je potrdila večino Viollet-le-Ducovih načrtov, vendar je zavrnila njegov predlog za odstranitev kora, zgrajenega pod Ludvikom XIV. Sam Viollet-le-Duc je zavrnil predlog o dodajanju dveh novih zvonikov na vrhu stolpov z argumentom, da bi bil tak spomenik »izjemen, vendar ne bi bil Notre Dame de Paris«. Namesto tega je predlagal obnovo prvotnega srednjeveškega zvonika in zvonika nad transeptom, ki je bil odstranjen leta 1786, ker je bil nestabilen v vetru.
Ko je bil projekt odobren, je Viollet-le-Duc naredil risbe in fotografije obstoječih dekorativnih elementov; nato so jih odstranili in tok kiparjev je začel izdelovati nove kipe svetnikov, bruhalnikov, himer in drugih arhitekturnih elementov v delavnici, ki jo je ustanovil in delali po njegovih risbah in fotografijah podobnih del v drugih stolnicah iz istega obdobja. Drugi obrtniki so izdelali vitraje v gotskih vzorcih grizaj, ki jih je zasnoval Viollet-le-Duc, da bi nadomestili uničena srednjeveška okna v kapelah v pritličju ladje. Zasnoval je tudi novo zakladnico v gotskem slogu, ki bo služila kot stolnični muzej in bo nadomestila rezidenco nadškofa, ki je bila uničena v nemirih leta 1831.
Zvonove v obeh stolpih so leta 1791 odstranili in pretopili za izdelavo topov. Viollet-le-Duc je dal uliti nove zvonove za severni stolp in v notranjosti zgraditi novo strukturo, ki jih podpira. Viollet-le-Duc in Lassus sta obnovila tudi zakristijo na južni strani cerkve, ki je bila zgrajena leta 1756, a so jo požgali uporniki med julijsko revolucijo leta 1830. Nov strešni jezdec je bil dokončan, višji in močnejši zgrajen tako, da bo odporen na vremenske vplive; okrašen je bil s kipi apostolov, obraz sv. Tomaža pa je bil opazno podoben Viollet-le-Ducu. Strešni jezdec je bil uničen 15. aprila 2019 zaradi požara v Notre-Dame de Paris.
- Slika južne fasade Notre-Dame leta 1847, na začetku obnove.
- Slika zahodne fasade Notre-Dame v začetku leta 1860 proti koncu obnove. Strešni jezdec je bil obnovljen, kipi kraljev so le delno obnovljeni.

## Saint Denis in Amiens
Obnova Notre-Dame se je na ta počasen in metodičen način nadaljevala petindvajset let. Ko ni bil zaposlen v Parizu, je Viollet-le-Duc nadaljeval dolga potovanja po francoskih provincah, pregledoval, risal in dajal priporočila ter preverjal napredek več kot dvajsetih različnih obnovitvenih projektov, ki so bili pod njegovim nadzorom, vključno s sedmimi samo v Burgundiji. Njegovi novi projekti so vključevali baziliko sv. Saturnina v Toulousu in baziliko Saint-Denis tik pred Parizom. Saint-Denis je obnovil drug arhitekt, Francois Debret, ki je obnovil enega od dveh stolpov. Toda leta 1846 je novi stolp, preobremenjen z zidaki, začel pokati in poklicali so Viollet-le-Duca. Ni našel možnosti, da bi stavbo rešili; moral je nadzorovati rušenje stolpa in reševanje kamnov. Osredotočil se je na obnovo notranjosti cerkve in uspel je v veliki meri obnoviti prvotno grobnico francoskih kraljev.
Maja 1849 je bil imenovan za arhitekta obnove stolnice v Amiensu, ene največjih v Franciji, ki je bila zgrajena v več stoletjih v različnih slogih. Zapisal je: »Cilj bi moral biti v vsakem delu spomenika ohraniti njegov značaj, a vendarle narediti tako, da združeni deli med seboj ne bi bili v nasprotju; in da bi jih bilo mogoče ohraniti v stanju, ki je trajno in preprosto«.
Za svoje obnove cerkva in stolnic Viollet-le-Duc ni zasnoval samo arhitekture, ampak tudi nove oltarje in opremo. Njegovo novo pohištvo je bilo nameščeno v zakristiji Notre-Dame, njegov neogotski oltar pa v obnovljeni stolnici v Clermont-Ferrandu. V veliki meri po zaslugi Viollet-le-Duca je neogotika postala standardni slog za cerkveno opremo po vsej Franciji. 

## Cesarski projekti: Carcassonne, Vincennes in Pierrefonds
- Obzidano mesto Carcassonne (obnovljeno 1853–1879)
- Utrdba Château de Vincennes (obnovljena v 1860-ih)
- Risba VLD Château de Pierrefonds pred restavriranjem
- Načrti Pierrefonds Viollet-le-Duc
- Château de Pierrefonds danes
- Večbarvna dekoracija v Pierrefonds Viollet-le-Duc

Francoski državni udar leta 1851 je Francijo spremenil iz republike v cesarstvo in na oblast pripeljal Napoleona III. Državni udar je pospešil nekatere projekte Viollet-le-Duca. Njegov pokrovitelj in nadzornik Prosper Mérimée je cesarja predstavil novi cesarici in pripeljal Viollet-le-Duca v tesen stik s cesarjem. Cesar se je poročil s cesarico Eugénie v Notre-Dame, vlada pa je izglasovala dodatna sredstva za pospešitev obnove. Nadaljeval je s počasnim delom obnove stolnice v Reimsu in stolnice v Amiensu. V Amiensu je notranjost očistil francoskega klasičnega okrasja, dodanega pod Ludvikom XIV., in predlagal, da bi bila odločno gotska. Septembra 1853 je cesarju in cesarici predstavil svoj projekt; cesarica je takoj ponudila plačilo dveh tretjin stroškov obnove. Istega leta se je lotil obnove Château de Vincennes, ki ga je dolgo zasedala vojska, skupaj s kapelo, podobno kot Sainte-Chapelle. Kot privrženec čiste gotike je kapelo opisal kot »enega najlepših primerkov gotike v zatonu«.
Novembra 1853 je predložil stroške in načrte za srednjeveško obzidje Carcassonna, ki ga je začel načrtovati leta 1849. Prve utrdbe so zgradili Vizigoti; poleg tega sta v srednjem veku Ludvik XI. in nato Filip Drzni zgradila mogočno vrsto stolpov, galerij, obzidij, vrat in prepletenih obramb, ki so se upirala vsem obleganjem do leta 1355. Utrdbe so bile večinoma nedotaknjene, saj je bila okolica mesta v 19. stoletju še vojaško obrambno območje, vendar so bili stolpi brez vrhov in veliko število struktur je bilo zgrajenih ob starem obzidju. Ko je pridobil sredstva in naredil svoje načrte, je začel rušiti vse strukture, ki so bile skozi stoletja pritrjene na obzidje, ter obnovil vrata, obzidje in stolpe v prvotni obliki, vključno z obrambnimi ploščadmi, strehami na stolpih in zaklonišči za lokostrelce, ki bi jih uporabili med obleganjem. Našel je veliko originalnih nastavkov za orožje, ki so še vedno na mestu. Da bi spremljal svoje delo, je objavil podrobno zgodovino mesta in njegovih utrdb s svojimi risbami. Carcassonne je postal najboljši primer srednjeveške vojaške arhitekture v Franciji in tudi pomembna turistična atrakcija.
Napoleon III. je zagotovil dodatna sredstva za nadaljnjo obnovo Notre-Dame. Viollet-le-Duc naj bi nadomestil tudi veliki bestiarij mitskih zveri in živali, ki je krasil stolnico v 18. stoletju. Leta 1856 je njegova delavnica z uporabo primerov iz drugih srednjeveških cerkva in ostankov Notre-Dame kot svojega modela izdelala zmaje, himere, groteske in bruhalnike, pa tudi izbor slikovitih fial in fleuronov. Ukvarjal se je z novim projektom obnove stolnice v Clermont-Ferrandu, ki je trajal deset let. Lotil se je tudi nenavadnega projekta za Napoleona III.; načrtovanje in izdelavo šestih železniških vagonov z neogotskim notranjim dekorjem za cesarja in njegovo spremstvo. Dva od vagonov še obstajata; častni vagon s fresko na stropu je v Château de Compiègne, jedilni vagon z ogromnim zlatim orlom kot središčem dekorja pa je v Železniškem muzeju v Mulhouseu.
Napoleon III. je prosil Viollet-le-Duca, če bi lahko obnovil srednjeveški dvorec za cesarjevo lastno uporabo blizu Compiègna, kjer je cesar tradicionalno hodil septembra in oktobra. Viollet-le-Duc je najprej študiral obnovo Château de Coucy, ki je imel najvišji srednjeveški stolp v Franciji, ki je bil pozneje uničen. Ko se je to izkazalo za preveč zapleteno, se je odločil za Château de Pierrefonds, grad, ki ga je leta 1396 začel graditi Ludvik Orleanski, nato pa ga je leta 1617 po več obleganjih razgradil francoski Ludvik XIII. Napoleon je leta 1812 ruševine kupil za 5000 frankov, Mérimée pa jih je leta 1848 razglasil za zgodovinski spomenik. Leta 1857 je Viollet-le-Duc začel načrtovati popolnoma nov dvorec na ruševinah. Ta struktura ni bila zasnovana tako, da bi poustvarila karkoli točno, kar je obstajalo, ampak grad, ki je ponovno ujel duha gotike, z razkošnim neogotskim okrasjem in udobjem iz 19. stoletja.
Medtem ko je večino svoje pozornosti posvečal obnovam, je Viollet-le-Duc načrtoval in zgradil številne zasebne rezidence in nove stavbe v Parizu. Sodeloval je tudi na najpomembnejšem tekmovanju tega obdobja, za novo Pariško opero. V prvotnem natečaju je bilo predlaganih sto enainsedemdeset projektov, predstavljenih na pariški univerzalni razstavi leta 1855. Žirija priznanih arhitektov je število skrčila na pet, vključno s projekti Viollet-le-Duca, Charlesa Rohaulta de Fleuryja in Charlesa Garnierja, starega petintrideset let. Favorita cesarja in cesarice sta bila de Fleury in Viollet-le-Duc, vendar sta oba izpadla v naslednjem krogu. Viollet-le-Duc ni bil dober poraženec in je zavrnil Garnierjev slog. Garnier je o svojem tekmecu leta 1869 zapisal: »Monsieur Viollet-le-Duc je ustvaril veliko, toda njegova najboljša dela so nedvomno njegove obnove ... Človek se obotavlja ceniti njegova osebna dela. V njih ne moreš najti nobene osebnosti, le kompromis. Arheologija ga zlomi in teža preteklosti zdrobi. Če se je težko naučiti, je še težje pozabiti.« 
Napoleon III. je poklical Viollet-le-Duca za najrazličnejše arheološke in arhitekturne naloge. Ko je želel postaviti spomenik v znamenje bitke za Alezijo, kjer je Julij Cezar premagal Galce, bitke, katere dejanski kraj so zgodovinarji oporekali, je prosil Viollet-le-Duca, naj locira točno bojišče. Viollet-le-Duc je izvedel izkopavanja na različnih domnevnih lokacijah in končno našel ostanke zidov, ki jih je zgradil Cezar. Zasnoval je tudi kovinsko ogrodje za šest metrov visok kip, ki bi ga postavili na tem mestu. Kasneje je zasnoval podoben okvir za veliko večji kip, Kip svobode, vendar je umrl, preden je bil ta kip dokončan.

## Konec cesarstva in obnov
Leta 1863 je bil Viollet-le-Duc imenovan za profesorja na École des Beaux-Arts, šoli, kjer ni želel postati študent, in trdnjavi neoklasicistične arhitekture Beaux-Arts. To ga je izstrelilo na novo akademsko kariero arhitekturnega teoretika, kjer bo imel enako velik vpliv, kot ga je imel kot arhitekt restavratorjev. Odpora tradicionalne fakultete je bilo veliko, a je na svoj predmet privabil dvesto študentov, ki so njegovemu predavanju ob koncu zaploskali. Objavil je že prve zvezke svojega prvega večjega dela, Razumnega slovarja francoske arhitekture (Dictionnaire raisonné de l'architecture française du XIe au XVIe siècle). Ta serija je sčasoma vključevala deset zvezkov, objavljenih med letoma 1854 in 1868. Čeprav je imel veliko podpornikov, so bili profesorji in številni študenti močno proti njemu. Njegovi kritiki so se pritoževali, da je poleg tega, da je imel malo formalne arhitekturne izobrazbe, zgradil le nekaj novih stavb. Utrujen je bil od soočenj in je 16. maja 1863 odstopil ter nadaljeval s pisanjem in poučevanjem zunaj Beaux-Arts.
V začetku leta 1864 je praznoval zaključek svojega najpomembnejšega projekta, obnove Notre-Dame. Januarja istega leta je zaključil prvo fazo obnove stolnice sv. Saturnina v Toulousu, ene od znamenitosti francoske romanske arhitekture. Napoleon III. je povabil Viollet-le-Duca, da preuči možne obnove v tujini, vključno z Alžirijo, Korziko in Mehiko, kjer je Napoleon postavil novega cesarja Maksimiliana pod francoskim pokroviteljstvom. Videl je tudi posvetitev tretje cerkve, ki jo je načrtoval, neogotske cerkve Saint-Denis de l'Estree v pariškem predmestju Saint-Denis. Med letoma 1866 in 1870 je bil njegov glavni projekt preoblikovanje Pierrefondsa iz ruševin v kraljevo rezidenco. Njegovi načrti za kovinsko ogrodje, ki ga je oblikoval za Pierrefonds, so bili prikazani na Pariški svetovni razstavi leta 1867. Dokončal je tudi deseti in zadnji zvezek svojega monumentalnega slovarja srednjeveške arhitekture. Začel je tudi novo študijsko področje, raziskovanje geologije in geografije regije okoli Mont Blanca v Alpah. Med svojo kartografsko ekskurzijo v Alpah julija 1870 je izvedel, da je bila Prusiji in Franciji napovedana vojna.
Ko se je začela francosko-pruska vojna, je Viollet-le-Duc pohitel nazaj v Pariz in ponudil svoje storitve kot vojaški inženir; bil je dan v službo kot polkovnik inženirjev, ki je pripravljal obrambo Pariza. Septembra je bil cesar ujet v bitki pri Sedanu, oblast je prevzela nova republikanska vlada, cesarica Eugénie pa je pobegnila v izgnanstvo, ko so Nemci prikorakali do Pariza in ga oblegali. Istočasno, 23. septembra, je glavni pokrovitelj in podpornik Viollet-le-Duca, Prosper Mérimée, mirno umrl na jugu Francije. Viollet-le-Duc je nadzoroval gradnjo novih obrambnih objektov zunaj Pariza. 14. decembra 1870 je v svojem dnevniku zapisal: »Dezorganizacija je povsod. Oficirji nimajo zaupanja v čete in čete nimajo zaupanja v častnike. Vsak dan novi ukazi in novi projekti, ki so v nasprotju s tistimi iz prejšnjega dne. .« S francosko vojsko se je boril proti Nemcem pri Buzenvalu 24. januarja 1871. Bitka je bila izgubljena, Francozi pa so 28. januarja kapitulirali. Viollet-le-Duc je svoji ženi pisal 28. februarja: »Ne vem, kaj bo z menoj, vendar se nočem več vrniti k administraciji. Za vedno se mi gnusi in ne želim si ničesar drugega kot preživeti leta, ki mi ostanejo v študiju in v najskromnejšem možnem življenju.«
Maja 1871 je zapustil svoj dom v Parizu, tik preden so prišli narodni gardisti, da bi ga vpoklicali v oborožene sile Pariške komune. Vrnil se je v Pierrefonds, kjer je imel majhno stanovanje. Kot vedno učenjak je napisal podrobno študijo o učinkovitosti in pomanjkljivostih pariških utrdb med obleganjem. V mesto se je vrnil kmalu po zatrtju komune maja 1871 in videl ruševine večine javnih stavb v mestu, ki jih je komuna požgala v svojih zadnjih dneh. Edino naročilo je prejel od nove vlade Tretje francoske republike; Jules Simon, novi minister za kulturo in javno poučevanje, ga je prosil, naj oblikuje ploščo, ki bi jo postavili pred Notre-Dame v čast talcem, ki jih je ubila Pariška komuna v svojih zadnjih dneh.
Nova vlada Tretje francoske republike je le malo izkoristila njegovo strokovno znanje in izkušnje pri obnovi glavnih vladnih stavb, ki jih je požgala pariška komuna, vključno s Tuilerijsko palačo, palačo legije časti, palačo Palais Royale, knjižnico Louvre, Ministrstvo za pravosodje in Ministrstvo za finance. Edina rekonstrukcija, o kateri so se z njim posvetovali, je bila rekonstrukcija Hotela de Ville. Pisatelj Edmond de Goncourt je pozval, naj ostane ruševina Hotela de Ville natanko takšna, kakršna je bila, »ruševina čarobne palače, čudež slikovitega. Država je ne bi smela brez poziva obsoditi na obnovo Viollet-le-Duca«  Vlada je pozvala Viollet-le-Duc, naj organizira tekmovanje. Predstavil je dve možnosti; obnoviti stavbo v prvotno stanje z zgodovinsko notranjostjo; ali pa da jo porušijo in zgradijo novo mestno hišo. Julija 1872 se je vlada odločila ohraniti renesančno fasado, sicer pa stavbo v celoti porušiti in na novo zgraditi.

## Poznejše življenje – pisec in teoretik
V poznih letih je večino svojega časa posvetil pisanju o arhitekturni zgodovini. Svetoval je pri številnih svojih prejšnjih projektih po Franciji, ki so še potekali. Svoje raziskovanje Alp je nadaljeval tudi okoli Mount Blanca, izdelal je podroben zemljevid in serijo dvaintridesetih risb alpske pokrajine. Šel je mimo Lozane, kjer so ga prosili, naj pripravi načrt za obnovo stolnice, kar je tudi storil. Leta 1872 je dokončal drugi zvezek svojega glavnega teoretičnega dela, Entretiens sur l'architecture.
V svojem Entretiens sur l'architecture se je osredotočil zlasti na uporabo železa in drugih novih materialov ter pomen oblikovanja stavb, katerih arhitektura je bila prilagojena njihovi funkciji, ne pa določenemu slogu. Knjiga je bila leta 1881 prevedena v angleščino in je v Združenih državah pridobila veliko privržencev. Chicaški arhitekt Louis Sullivan, eden od izumiteljev nebotičnika, se je pogosto skliceval na stavek »Oblika sledi funkciji«.
Stolnica v Lozani je bila njegov zadnji večji projekt obnove; po njegovih načrtih so jo obnovili med letoma 1873 in 1876. Dela so se nadaljevala po njegovi smrti. Njegovo rekonstrukcijo zvonika so kasneje kritizirali; je odpravil prvotno osmerokotno osnovo in dodal nov zvonik, ki je slonel na stenah in ne na oboku, kot prvotni zvonik. Dodal je tudi novo dekoracijo, okronal zvonik na sredini višine z zatrepi, še en originalen element, in odstranil originalne ploščice. Kritiziran je bil tudi zaradi materialov in okraskov, ki jih je dodal stolpom, vključno z bruhalniki. Njegovo strukturno zasnovo so ohranili, vendar so leta 1925 odstranili njegove bruhalnike in prvotno okrasje, zvonik pa je bil obnovljen s ploščicami.
Njegov sloves je segel tudi zunaj Francije. Vrh in streho Strasbourške stolnice je med francosko-prusko vojno poškodovalo nemško topništvo in mesto je bilo zdaj del Nemčije. Nemška vlada je povabila Viollet-le-Duca, da komentira njihove načrte za obnovo, ki je vključevala bolj veličasten romanski stolp. Viollet-le-Duc je obvestil nemškega arhitekta, da je načrtovani novi stolp popolnoma v nasprotju s prvotno fasado in slogom stolnice. Njegov nasvet je bil sprejet in cerkev je bila obnovljena v prvotni obliki.
Leta 1872 se je Viollet-le-Duc ukvarjal z obnovo Château d'Amboise, ki je bil v lasti potomcev nekdanjega kralja Ludvika-Filipa. Dvorec je leta 1848 zaplenil Napoleon III., a je bil leta 1872 vrnjen družini. To je bil ogromen projekt, da bi ga spremenili v rezidenco, ki je včasih vključevala tristo delavcev. Viollet-le-Duc je vse delo zasnoval do najfinejših podrobnosti, vključno s talnimi ploščicami, plinskimi lučmi v salonih, pečicami v kuhinji in električnimi zvonci za klicanje služabnikov.
Leta 1874 je Viollet-le-Duc odstopil kot pariški škofijski arhitekt in nasledil ga je njegov sodobnik Paul Abadie. V svojih zadnjih letih je še naprej nadzoroval projekte obnove, ki so bili v teku za Komisijo za zgodovinske spomenike. V tisku je polemiziral o arhitekturi in bil izvoljen v pariški občinski svet.

## Kip Svobode
Medtem ko je načrtoval zasnovo in gradnjo Kipa svobode (Liberty Enlightening the World ), je kipar Frédéric Auguste Bartholdi za projekt navdušil Viollet-le-Duca, svojega prijatelja in mentorja. Kot glavni inženir je Viollet-le-Duc zasnoval opečni pomol znotraj kipa, na katerega bi bila pritrjena koža. Po posvetovanju z livarno kovin Gaget, Gauthier & Co. je Viollet-le-Duc izbral kovino, ki bo uporabljena za kožo, bakrene pločevine, in metodo, uporabljeno za njeno oblikovanje, repoussé, pri kateri so pločevine segrete in nato udarjane z lesenimi kladivi. Prednost te izbire je bila, da bi bil celoten kip lahek za svojo prostornino, saj mora biti baker debel le 2,4 mm.

## Narodni muzej francoskih spomenikov in zadnja leta
Sodeloval je pri načrtovanju in gradnji Pariške svetovne razstave leta 1878. Ministru za izobraževanje Julesu Ferryju je predlagal, da se Palais de Trocadero, glavna stavba razstave na vrhu hriba Chaillot, preoblikuje po razstavi v muzej francoskih spomenikov, ki prikazuje modele arhitekture in kiparstva iz znamenitosti po Franciji. Ta ideja je bila sprejeta. Narodni muzej francoskih spomenikov je bil odprt leta 1882, po njegovi smrti. Palača je bila leta 1937 rekonstruirana v Palais de Chaillot, vendar je bil ohranjen Muzej francoskih spomenikov, ki ga je tam mogoče videti še danes.
V zadnjih letih je njegov sin Eugène-Louis postal vodja Komisije za zgodovinske spomenike. Lotil se je le enega novega projekta, obnove samostana Avguštinov v Toulousu. Dokončal je svojo serijo slovarjev arhitekturnih obdobij, namenjenih širšemu občinstvu. Več časa je posvetil tudi študiju geografije Alp okoli Mont-Blanca. Poletja je preživljal na pohodih v hribe in pisal članke o svojih potovanjih. Sprožil je javno kampanjo za pogozdovanje Alp in leta 1876 izdal podroben zemljevid tega območja. Vse več časa je preživel v La Vedette, vili, ki jo je zgradil v Lozani, hiši po vzoru savojske brunarice, vendar z minimalnim okrasjem, ki ponazarja njegovo novo doktrino oblike, ki sledi funkciji. Še zadnjič je obiskal, da bi pregledal Carcassonne, katerega delo je zdaj potekalo pod vodstvom njegovega sina. Po napornem poletnem pohodništvu po Alpah leta 1879 je zbolel in umrl v Lozani 17. septembra 1879. Pokopan je bil na pokopališču La Sallaz v Lozani. Leta 1946 so njegov grob in spomenik prenesli na pokopališče Bois-le-Vaux (oddelek XVIII) v Lozani.

## Družina
Viollet-le-Duc se je poročil z Elisabeth Tempier v Parizu 3. maja 1834. Par je imel dva otroka, a sta se nekaj let po poroki ločila in preživela malo časa skupaj; bil je nenehno na poti. Pisateljica Geneviève Viollet-le-Duc (prejemnica nagrade Broquette-Gonin leta 1978) je bila njegova pravnukinja.

## Publikacije
V svoji karieri je Viollet-le-Duc delal zapiske in risbe, ne samo za stavbe, na katerih je delal, ampak tudi za romanske, gotske in renesančne stavbe, ki naj bi bile kmalu porušene. Njegovi zapiski so bili koristni pri pripravi njegovih objavljenih del. Njegovo preučevanje srednjeveških in renesančnih obdobij ni bilo omejeno na arhitekturo, ampak se je razširilo tudi na področja, kot so pohištvo, oblačila, glasbila, oborožitev in geologija.
Njegovo delo je bilo objavljeno najprej v serijski obliki, nato pa kot celovite knjige, kot so:
- Slovar francoske arhitekture od 11. do 16. stoletja (1854–1868) (Dictionnaire raisonné de l'architecture française du XIe au XVIe siècle) – izvirna (v francoščini) jezikovna izdaja, vključno s številnimi ilustracijami.
- Slovar francoskega pohištva (1858–1870) (Dictionnaire raisonné du mobilier français de l'époque Carolingienne à la Renaissance)
- Cités et ruines américaines Mitla, Palenqué, Izamal, Chichen-Itza, Uxmal (1863)
- Entretiens sur l'architecture (v 2 zvezkih, 1863–1872), v kateri je Viollet-le-Duc sistematiziral svoj pristop do arhitekture in arhitekturnega izobraževanja v sistemu, ki je radikalno nasproten sistemu École des Beaux-Arts, ki ga je imel v mladosti izogibal in preziral. Prevod Henryja Van Brunta, Razprave o arhitekturi, je bil objavljen leta 1875, tako da je bil na voljo ameriškemu občinstvu malo več kot desetletje po njegovi prvi objavi v Franciji.
- Histoire de l'habitation humaine, depuis les temps préhistoriques jusqu'à nos jours (1875). Objavljeno v angleščini leta 1876 kot Habitations of Man in All Ages. Viollet-Le-Duc sledi zgodovini domače arhitekture med različnimi "rasami" človeštva.
- L'art russe: ses origines, ses éléments constructifs, son apogée, son avenir (1877), kjer je Viollet-le-Duc uporabil svoje ideje racionalne gradnje v ruski arhitekturi.
- Histoire d'un Dessinateur: Comment on Apprend à Dessiner (1879)

## Zapuščina
Angleški arhitekt Benjamin Bucknall (1833–1895) je bil privrženec Viollet-le-Duca in je med letoma 1874 in 1881 prevedel več njegovih publikacij v angleščino, da bi populariziral njegova načela v Veliki Britaniji.
Leta 1965 je bila v Parizu predstavljena razstava Eugène Viollet-le-Duc 1814–1879, leta 1980 pa je bila večja razstava ob stoletnici.
Viollet-le-Duc je bil predmet Google Doodle 27. januarja 2014.